# Tarik Chaoufi
Tarik Chaoufi (Azrú, 26 de febrero de 1986) es un ciclista marroquí miembro del equipo Sidi Ali-Unlock Team. 
Como amateur consiguió varias victorias profesionales desde 2009, a destacar el Campeonato de Marruecos en Ruta y el UCI Africa Tour 2011-2012 en el año 2012.
Durante la temporada 2013 corrió para el equipo español Euskaltel Euskadi. Sin embargo el corredor quedó desvinculado de la estructura a media temporada por problemas de adaptación.

## Palmarés
2009 (como amateur)
- 1 etapa del Tour des Aéroports
- 1 etapa del Tour de Egipto

2010 (como amateur)
- 1 etapa del Tour de Malí
- 1 etapa del Tour de Ruanda
- Les Challenges Marche Verte-G. P. Al Massira
- 3.º en el Campeonato de Marruecos en Ruta

2012 (como amateur)
- 1 etapa de la Vuelta a Marruecos
- 1 etapa de la Tropicale Amissa Bongo
- Challenge du Prince-Trophée Princier
- Les Challenges Phosphatiers Khouribga
- Les Challenges Marche Verte G. P. Sakia El Hamra
- Campeonato de Marruecos en Ruta
- UCI Africa Tour

2014 (como amateur)'''
- Challenge du Prince-Trophée de la Maison Royale
- 3.º en el Campeonato de Marruecos en Ruta

## Equipos
- Euskaltel Euskadi (2013)[3]
- Al Marakeb Cycling Team (2015)
- Sidi Ali (2020-)
  - Sidi Ali Pro Cycling Team (2020)
  - Sidi Ali-Kinetik Sports Pro Cycling Team (2021)
  - Sidi Ali-Unlock Team (2022-)